# Stiepan Ignatow
Stiepan Andriejewicz Ignatow (ros. Степан Андреевич Игнатов, ur. 1908 we wsi Rogozino w guberni orłowskiej, zm. 1966 w Moskwie) – radziecki polityk, członek Centralnej Komisji Rewizyjnej KPZR (1956-1961), przewodniczący Komitetu Wykonawczego Amurskiej Rady Obwodowej (1949-1956).
Od października 1928 do 1931 uczeń technikum leśnego, później pracował w przemyśle leśnym w obwodzie moskiewskim, od 1931 w WKP(b), 1937-1938 dyrektor technikum leśnego w obwodzie tulskim. Od 1938 do czerwca 1939 I sekretarz rejonowego komitetu WKP(b) w obwodzie tulskim, od czerwca do sierpnia 1938 słuchacz Wyższej Szkoły Organizatorów Partyjnych przy KC WKP(b) (nie ukończył), od sierpnia 1939 do marca 1940 organizator odpowiedzialny Wydziału Kadr Partyjnych Zarządu Kadr KC WKP(b). Od marca 1940 do 1945 III sekretarz, 1945-1946 II sekretarz Komi Obwodowego Komitetu WKP(b), od 1946 do lipca 1949 słuchacz Wyższej Szkoły Partyjnej przy KC WKP(b), od lipca do listopada 1949 II sekretarz Amurskiego Komitetu Obwodowego WKP(b), od listopada 1949 do stycznia 1956 przewodniczący Komitetu Wykonawczego Amurskiej Rady Obwodowej. Od 16 grudnia 1955 do 15 sierpnia 1957 I sekretarz Amurskiego Komitetu Obwodowego KPZR, od 25 lutego 1956 do 17 października 1961 członek Centralnej Komisji Rewizyjnej KPZR, od 1957 pracownik naukowy Akademii Nauk Społecznych przy KC KPZR. Pochowany na Cmentarzu Nowodziewiczym. Odznaczony Orderem Lenina i Orderem Czerwonego Sztandaru Pracy.